# Dominick Kumbela
Dominick Kumbela, detto Domi (Kinshasa, 20 aprile 1984), è un ex calciatore della Repubblica Democratica del Congo di ruolo attaccante.

## Carriera
Kumbela ha iniziato la sua carriera da professionista con le riserve del Kaiserslautern. Nel 2005 la società rescinde il suo contratto per uso di cannabis e il giocatore si accasa al Rot-Weiß Erfurt, in Regionalliga Nord, club dal quale è stato licenziato nel 2007 a causa di un'accusa di percosse dopo una rissa in un night club, per la quale fu condannato alla libertà vigilata e ad una multa di 16.000 euro. In seguito gioca nell'Eintracht Braunschweig e nel Paderborn 07.
Dopo la scadenza del contratto con quest'ultima, si accasa al Rot Weiss Ahlen. Ma nel 2010, dopo soli sei mesi, torna a militare a Braunschweig. Il 3 luglio 2014 firma un contratto col Karabükspor, militante nella Süper Lig turca, dove milita per un'unica stagione prima di rientrare in Germania, nel Greuther Fürth, squadra che lascia dopo una stagione per tornare a militare nelle file dell'Eintracht Braunschweig.

## Palmarès

### Club

#### Competizioni nazionali
- 3. Liga: 1

E. Braunschweig: 2010-2011

### Individuale
- Capocannoniere della 3. Liga: 1

2010-2011 (19 reti)
- Capocannoniere della 2. Fußball-Bundesliga: 1

2012-2013 (19 reti)
- Personaggio sportivo dell'anno per la Germania del Nord (Nordsportler des Jahres): 2011